# Kaiserliches Kürassierregiment K 9 von 1657/1
Das Kürassierregiment K 9 wurde nach dem Dreißigjährigen Krieg im Jahr 1657 als „Knigge-Cürassiere“ errichtet und 1775 aufgelöst. Es erhielt den Namen des jeweiligen Inhabers.

## Inhaber
- 1658 Jobst Hilmar von Knigge († 1683), Generalmajor
- 1669 Graf Rudolf von Rabatta († 1688), Feldmarschall
- 1685 Freiherr Carl Maria Pace von Friedensberg († 1701), Feldmarschall-Lieutenant
- 1700 Jakob Marquis Cusani († 1715), General der Kavallerie
- 1716 Ludwig von Gräven († 1717)[1], Feldmarschall-Lieutenant
- 1717 Graf Johann Carl von Egg († 1719 bei Francavilla), Feldmarschall-Lieutenant
- 1719 Graf Johann Anton von Locatelli († 1733), Feldmarschall-Lieutenant
- 1733 Graf Carl Heinrich von Chauviray († 1736), General der Kavallerie
- 1736 Graf Christian Sigismund von Wurmbrand-Stuppach († 1737), General der Kavallerie
- 1737 Graf Karl von St. Ignon († 1750), General der Kavallerie
- 1750 Freiherr Georg von Kalkreuth († 1763), General der Kavallerie, hat 1760 das Regiment abgetreten
- 1760 Herzog Albert von Sachsen-Teschen († 1822), Feldmarschall, erhielt 1768 ein Karabinierregiment
- 1768 Freiherr Johann Wilhelm von Kleinholdt († 1771), Feldmarschall-Lieutenant
- 1773 Graf Anton von Thurn-Valsassina († 1806), erhielt 1775 das Infanterieregiment No. 43 (1809 aufgelöst)

## Gefechtskalender
Dieses Regiment begleitete 1658 den künftigen Kaiser Leopold auf den Wahltag nach Frankfurt.
Er kämpfte am 19. Juli 1664 in der Schlacht bei Levenz gegen die Türken. Im Holländischen Krieg diente es ab 1673 gegen die Franzosen, zunächst am Rhein kämpfte es 1674 in der Schlacht bei Seneffe.
Anschließend kämpfte das Regiment im Großen Türkenkrieg. Im Jahr 1683 befand es sich im Gefecht am Hillenberg (31. Juli) gegen die siebenbürgische Aufständischen und es konnte sich beim Entsatz von Wien auszeichnen. Anschließend kämpfte es 1684 in der Schlacht bei Gran unter Führung seines Inhabers des FM Grafen Rabatta gegen 6000 Türken, hieb davon 600 nieder und trieb die andern in die Flucht. Der Sohn dem FM geriet dabei in Gefangenschaft, er war bereits nackt und mit Stricken gebunden als er befreit werden konnte. Anschließend war es 1685 beim Vorstoß in Slavonien und 1686 bei der zweiten Belagerung von Ofen und dem Feldzug in Nieder-Ungarn. Im folgende Jahr 1687 kämpfte es in der Schlacht bei Mohacs, befand sich 1688 bei der Eroberung von Stephansburg in Siebenbürgen. Im Jahr 1689 rettete es das Schloss von Kronstadt, als die ungarischen Kuruzen die Stadt in Brand steckten. In dem dortigen Schloss befanden sich große Munitionsvorräte. Im Jahr 1695 focht es in der Schlacht bei Lugos und 1696 in der Schlacht von Olasch sowie 1697 bei Zenta und war 1699 in Klausenburg als Besatzung.
Im spanischen Erbfolgekrieg war das Regiment 1702 bei der Belagerung von Landau und zeichnete sich 1704 bei Hochstädt aus. Anschließend kam nach Ungarn und focht im Gefecht bei Tyrnau und kam 1705 zur Armee in Bayern.
Im Türkenkrieg war dasselbe 1716 in der Schlacht von Peterwardein und bei der Belagerung von Temesvar (1716) und 1717 bei der Belagerung und in der Schlacht bei Belgrad.
Anschließend war es 1727 in Sizilien stationiert. Im Polnischen Erbfolgekrieg stellte es von 1734 bis 1736 die Besatzung in Wien und hatte daher die Ehre, die Leiche des Prinzen Eugen zu Grabe zu geleiten. Im Jahr 1737 wurde im Türkenkrieg nach Ungarn entsandt. Es stand 1738 bei Belgrad und kämpfte 1739 im Korps Neipperg im Gefecht bei Panczowa.
Im Ersten Schlesischen Krieg war das Regiment 1742 bei der Belagerung von Prag. Anschließend befand es sich in den Feldzügen 1743 und 1744 in Bayern, am Rhein und in Böhmen. Im Jahr 1745 kämpfte es in den Schlachten bei Hohenfriedberg und Soor.
Im Siebenjährigen Krieg kämpfte es 1757 in den Schlachten bei Kolin, Breslau und Leuthen. In den folgenden Jahren 1758 und 1759 war es bei der Armee in Sachsen. Im Jahr 1760 kämpfte es dann den Schlachten bei Landeshut und Liegnitz. Ab 1761 kam es zur russischen Armee in Schlesien.
Nach dem Krieg bestand das Regiment noch bis 1775, als es in Ungarn aufgelöst wurde.

## Uniform
Das Regiment erhielt 1748 weiße Rücke mit roten Aufschlägen und weißen Knöpfen. Im Jahr 1767 erhielt es hellblaue Aufschläge und gelbe Knöpfe.